# Elecciones parlamentarias de Portugal de 1921
Las elecciones parlamentarias se celebraron en Portugal el 10 de julio de 1921.
El Partido Liberal Republicano emergió como el más representado en el Parlamento, ganando 79 de los 163 escaños de la Cámara de Diputados y 32 de los 70 escaños en el Senado.
El futuro dictador portugués António de Oliveira Salazar fue elegido diputado por el Centro Católico Portugués, por la circunscripción electoral de Guimarães, pero solo asistió a la sesión inaugural del nuevo Parlamento.

## Resultados
| Partido Republicano Liberal                       |         |      | 76  | +21   |         |      | 32 | +5    | [ 4 ] [ 5 ] |
| Partido Democrático                               |         |      | 54  | -32   |         |      | 22 | -14   | [ 4 ] [ 5 ] |
| Partido Republicano de la Reconstrucción Nacional |         |      | 12  | Nuevo |         |      | 7  | Nuevo | [ 4 ] [ 5 ] |
| Partido Monárquico                                |         |      | 4   | +4    |         |      | 0  | 0     | [ 4 ] [ 5 ] |
| Centro Católico Portugués                         |         |      | 3   | +2    |         |      | 3  | +2    | [ 4 ] [ 5 ] |
| Partido Regionalista                              |         |      | 2   | Nuevo |         |      | 0  | Nuevo | [ 4 ] [ 5 ] |
| Partido Socialista Portugués                      |         |      | 0   | -8    |         |      | 0  | 0     | [ 4 ] [ 5 ] |
| Otros partidos e independientes                   |         |      | 12  | -1    |         |      | 7  | +1    | [ 4 ] [ 5 ] |
| Total                                             | 350.000 | 100% | 163 | 0     | 350.000 | 100% | 71 | 0     | [ 4 ] [ 5 ] |
| Votantes registrados/participación                | 550.000 | 64%  | –   | –     | 550.000 | 64%  | –  | –     | [ 4 ] [ 5 ] |

Nota: La comparación entre los resultados de 1919 y 1921, en relación con el Partido Republicano Liberal se hace teniendo en cuenta a la suma de los resultados del Partido Evolucionista y del Partido de la Unión Republicana en las elecciones de 1919.